# Stadtverwaltung Stuttgart

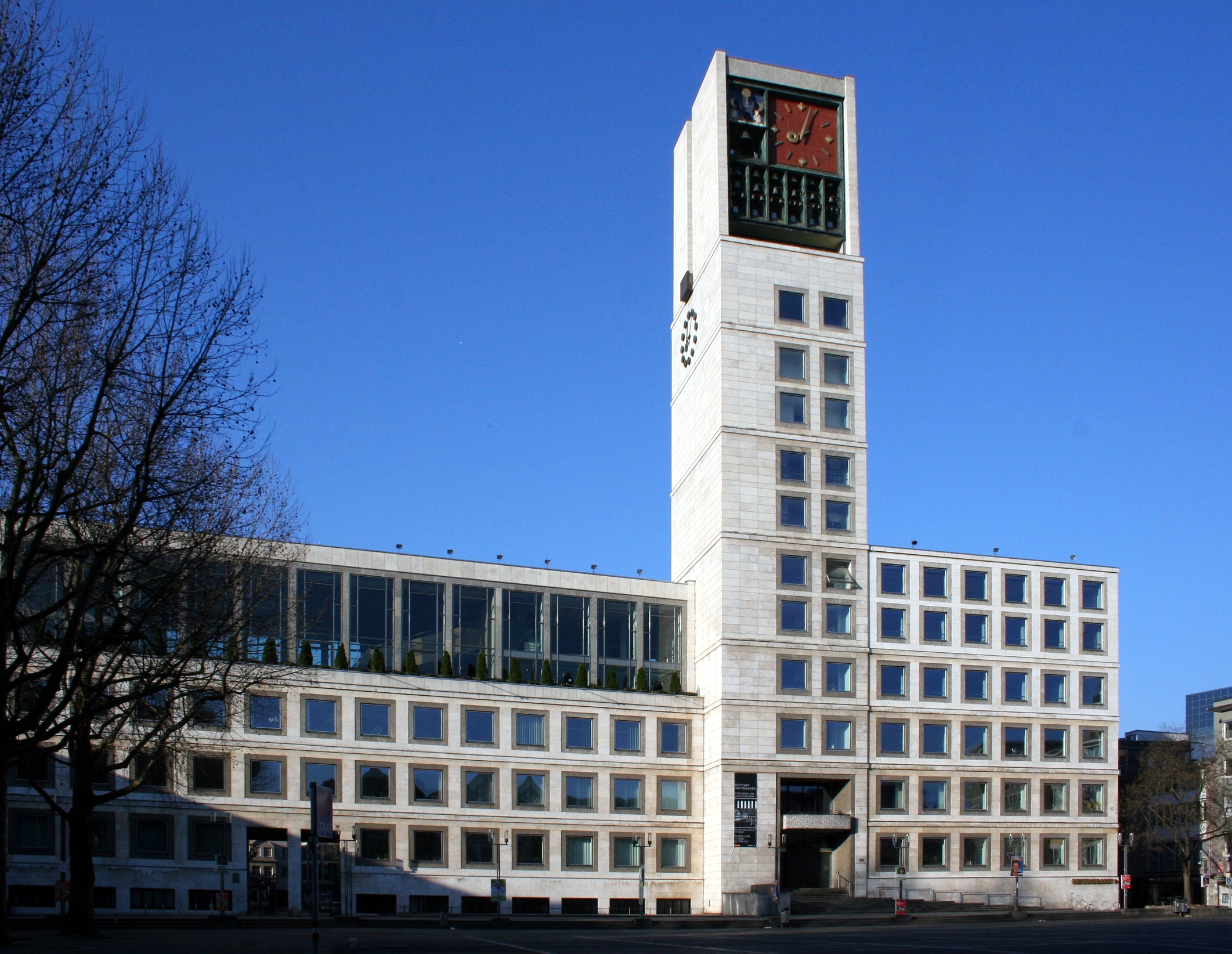
Rathaus der Landeshauptstadt Stuttgart am Marktplatz 1

Die Stadtverwaltung Stuttgart ist die kommunale Selbstverwaltung der baden-württembergischen Landeshauptstadt. Die Landeshauptstadt Stuttgart ist eine Körperschaft des öffentlichen Rechts. Aufsichtsbehörde ist das Regierungspräsidium Stuttgart. Die Liegenschaften der Stadtverwaltung sind auf mehrere verteilt, das primäre Dienstgebäude befindet sich am Marktplatz 1 in Stuttgart-Mitte.
Die Stadtverwaltung wird vom Behördenleiter, dem Oberbürgermeister Frank Nopper, geleitet.

## Hoheitszeichen
Als Hoheitszeichen führt die Landeshauptstadt Stuttgart ein Siegel, ein Wappen und Flaggen. Ferner verwendet die Stadt ein Logo.

Wappen
Bannerflagge mit aufgelegtem Wappen
Bannerflagge ohne Wappen
Hissflagge mit Wappen
Hissflagge ohne Wappen
Wappenflagge
Logo

## Haushaltsplan

### Öffentliche Finanzen
Der Haushaltsplan der Landeshauptstadt Stuttgart umfasst für das Jahr 2022 im Ergebnishaushalt ordentliche Erträge (Einnahmen) von rund 3,585 Milliarden Euro aus. Dem gegenüber stehen Aufwendungen (Ausgaben) in Höhe von rund 3,783 Milliarden Euro. Im ordentlichen Ergebnis sieht der Haushaltsplan für 2022 ein Defizit von 197.497.789 Euro vor.
Für das Jahr 2023 sieht der Haushaltsplan Stuttgarts im Ergebnishaushalt ordentliche Erträge von rund 3,615 Milliarden Euro und ordentliche Aufwendungen von rund 3,844 Milliarden Euro vor. Somit ist im Jahr 2023 ein Fehlbetrag von 228.862.388 Euro veranschlagt. Die Grundsteuer A und B sind mit dem Haushaltsplan 2022/2023 auf jeweils 520 Prozent festgesetzt. Die Gewerbesteuer beziffert sich auf 420 Prozent.
Am 15. Dezember 2023 hat der Gemeinderat der Landeshauptstadt Stuttgart den Doppelhaushalt für die Jahre 2024 und 2025 beschlossen. Der Haushalt sieht für das Jahr 2024 ein Volumen in Höhe von 5,4 Milliarden Euro und für das Jahr 2025 ein Volumen von 5,8 Milliarden Euro vor.

### Stellen
Im Jahr 2021 verfügte die Landeshauptstadt Stuttgart insgesamt über 15.102 Bedienstete (davon 2.165 Beamte und 12.937 Angestellte). Für 2022 sieht der Haushalt – rechnerisch – 4.122,948 Planstellen (Stellen ausschließlich für Beamte) ohne Eigenbetriebe vor, einschließlich den Eigenbetrieben beziffert sich die Zahl auf 4.162,448 Planstellen. Im selben Jahr sind rechnerisch 8.584,9221 Stellen für Angestellte veranschlagt (ohne Eigenbetriebe).

## Mobilität
Am 26. Januar 2023 gab die Stadt Stuttgart bekannt, dass sie für alle Mitarbeiter ihrer Verwaltung ein kostenloses, steuerfreies Deutschlandticket einführen wird. Der Betrag, der von der Landeshauptstadt übernommen wird, beziffert sich auf höchstens 49 Euro. Der Beschluss diene laut Oberbürgermeister Nopper als „Maßnahme zur Personalerhaltung und -gewinnung“. Damit solle die Attraktivität der Stadt Stuttgart als Arbeitgeberin erhöht und ein „Beitrag zur Verkehrswende“ geleistet werden. Für die Einführung des Deutschlandtickets für die stadteigenen Mitarbeiter wendet die Stadtverwaltung jährlich 8,8 Millionen Euro auf. Die Stadt berücksichtigt hierbei reguläre Preisanpassungen in der Zukunft, sodass das Deutschlandticket für die Mitarbeiter kostenfrei bleiben soll.

## Organisation
Verwaltungsmäßig gliedert sich die Stadtverwaltung Stuttgart ist in sieben Organisationseinheiten. Sie ist in den Geschäftskreis des Oberbürgermeisters sowie in sieben weitere sogenannte Geschäftskreise unterteilt. Die Organisation der Stadtverwaltung Stuttgart ist gemäß dem Organigramm wie unten stehend gegliedert.

### Geschäftskreis des Oberbürgermeisters
Leiter: Oberbürgermeister Frank Nopper (CDU)
- unmittelbar nachgeordnet:[1]
  - Abteilung Wirtschaftsförderung
  - Abteilung Kinderbüro (Kinderfreundliches Stuttgart)
  - Abteilung für individuelle Chancengleichheit von Frauen und Männern (OB-ICG)
  - Amt für Revision
  - Wohnungsbaukoordinator
- Grundsatzreferat Klimaschutz, Mobilität und Wohnen a)
- Referat Verwaltungskoordination, Kommunikation und Internationales

### Geschäftskreis I – Referat Allgemeine Verwaltung, Kultur und Recht
Leiter: Erster Bürgermeister Fabian Mayer (CDU)
- Haupt- und Personalamt
- Bezirksämter
- Rechtsamt
- Standesamt Stuttgart
- Kulturamt
- Arbeitsmedizinischer Dienst
- Abteilung Datenschutz und Informationssicherheit
- Arbeitssicherheitstechnischer Dienst
- Betriebliches Gesundheitsmanagement
- DO.IT – Amt für Digitalisierung, Organisation und IT

### Geschäftskreis II – Referat Wirtschaft, Finanzen und Beteiligungen
Leiter: Bürgermeister Thomas Fuhrmann (CDU)
- Stadtkämmerei
- Liegenschaftsamt
- Abteilung Krankenhäuser

### Geschäftskreis III – Referat Sicherheit, Ordnung und Sport
Leiter: Bürgermeister Clemens Maier (Freie Wähler)
- Statistisches Amt
- Amt für öffentliche Ordnung
- Branddirektion
- Amt für Sport und Bewegung
- Stabsstelle Sicherheitspartnerschaft in der Kommunalen Kriminalprävention

### Geschäftskreis IV – Referat Jugend und Bildung
Leiterin: Bürgermeisterin Isabel Fezer (FDP)
- Schulverwaltungsamt
- Jugendamt
- Abteilung Stuttgarter Bildungspartnerschaft

### Geschäftskreis V – Referat Soziales und gesellschaftliche Integration
Leiterin: Bürgermeisterin Alexandra Sußmann (Grüne)
- Jobcenter
- Sozialamt
- Gesundheitsamt
- Abteilung Integrationspolitik
- Arbeitsförderung der Landeshauptstadt Stuttgart
- Beauftragte für die Belange von Menschen mit Behinderung
- Abteilung Strategische Sozialplanung
- ELW – Eigenbetrieb leben & wohnen

### Geschäftskreis VI – Referat Städtebau, Wohnen und Umwelt
Leiter: Bürgermeister Peter Pätzold (Grüne)
- Amt für Umweltschutz
- Amt für Stadtplanung und Wohnen
- Baurechtsamt

### Geschäftskreis VII – Technisches Referat
Leiter: Bürgermeister Dirk Thürnau (SPD)
- Stadtmessungsamt
- Hochbauamt
- Tiefbauamt mit Eigenbetrieb Stadtentwässerung (SES)
- Garten‐, Friedhofs‐ und Forstamt
- Eigenbetrieb Abfallwirtschaft Stuttgart (AWS)
- Stuttgarter Bäder

## Sonstiges
Die Stadt Stuttgart ist eine von wenigen deutschen Städten, die über ein eigenes Weingut verfügt.